# Bill Brown
Bill Brown, född 1969 i San Diego, Kalifornien, är en amerikansk kompositör.